# Kjersti Plätzer
Kjersti Tysse Plätzer (née Tysse le 18 janvier 1972 à Os) est une athlète norvégienne spécialiste de la marche athlétique. Elle remporte à deux reprises le Challenge mondial de marche.

## Carrière sportive
Lors des Jeux olympiques de Sydney en 2000, Kjersti Tysse-Plätzer remporte la médaille d'argent du 20 km marche dominé par la Chinoise Wang Liping. Cinquième de la Coupe du monde de marche 2002, la Norvégienne prend la 12e place du 20 km des Jeux olympiques de 2004, et termine au pied du podium des Championnats du monde 2007 d'Osaka.
Le 21 août 2008, Tysse-Plätzer remporte une nouvelle médaille d'argent à l'occasion des Jeux olympiques d'été de 2008 à Pékin, s'inclinant face à la Russe Olga Kaniskina. Elle établit en 1 h 27 min 07 le meilleur temps de sa carrière dans l'épreuve du 20 km marche et signe un nouveau record de Norvège
Kjersti Tysse-Plätzer est la sœur ainée du marcheur Erik Tysse.

## Records personnels
- 3 000 m marche : 12 min 01 s 91 (Sandnes, 18/08/2002)
- 5 000 m marche : 20 min 37 s 48 (Drammen, 07/07/2001)
- 10 000 m marche : 43 min 21 s 10 (Kristiansand, 18/08/2000)
- 10 km marche : 41 min 16 s (Os, 11/05/2002)
- 20 km marche : 1 h 27 min 07 (Pékin, 21/08/2008)

## Palmarès
- Jeux olympiques d'été de 2000 à Sydney :
  -  Médaille d'argent du 20 km marche
- Jeux olympiques d'été de 2008 à Pékin :
  -  Médaille d'argent du 20 km marche